# Rotterdams hamn

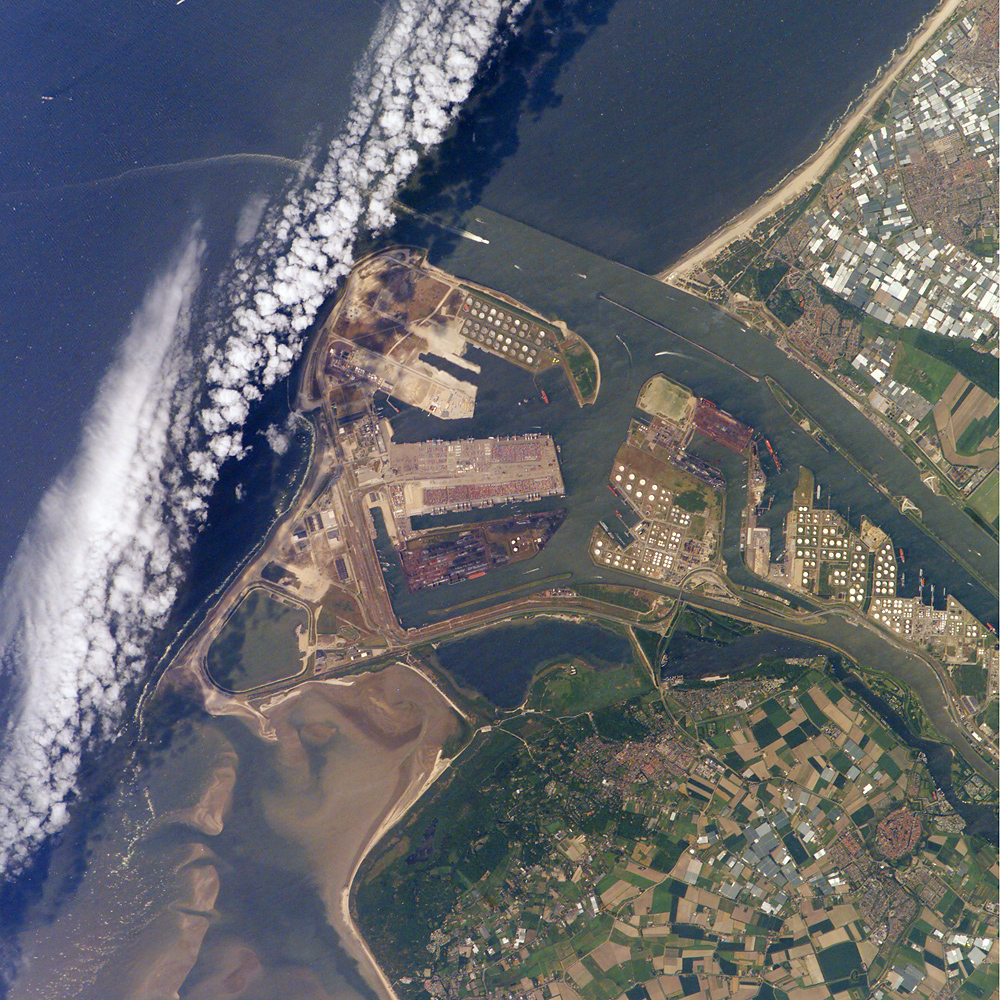
En del av Rotterdams hamn från rymden i maj 2005.

Rotterdams hamn (nederländska: Haven van Rotterdam) ligger vid en av flodarmarna från Rhen och Maas. Det är den största hamnen i Europa och var mellan 1962 och 2004 världens största hamn. De närmast havet belägna delarna av hamnen kallas Europoort. I hamnen med kringverksamheter arbetar omkring 250 000 personer. År 2011 var hamnen världens elfte största containerhamn.